# Haplophthalmus kosswigi
Haplophthalmus kosswigi är en kräftdjursart som beskrevs av Hans Strouhal1963. Haplophthalmus kosswigi ingår i släktet Haplophthalmus och familjen Trichoniscidae. Inga underarter finns listade i Catalogue of Life.